# Buurkerk
De Buurkerk is een voormalige kerk in de Nederlandse stad Utrecht. Zij was de oudste van de vier middeleeuwse parochiekerken van de stad (de andere drie waren de Nicolaïkerk, de Jacobikerk en de Geertekerk) en was gewijd aan Maria. Ter onderscheiding van de aan Maria gewijde kapittelkerk werd zij officieel de Maria Minor genoemd. Tegenwoordig biedt het gebouw onderdak aan het Museum Speelklok. De Buurkerk staat vanouds grotendeels ingebouwd tussen de omringende huizen en is maar vanaf enkele plaatsen goed te zien.

## Geschiedenis

### Ontstaan
Waarschijnlijk is de Buurkerk in de tiende eeuw ontstaan in de handelswijk Stathe tussen de Oudegracht en Zadelstraat. Deze wijk bleef eeuwenlang het sociale en economische middelpunt van de stad en de Buurkerk bekleedde een voorname rol in het stadsleven. Vele gilden hadden hier hun altaar en de stadsraad had een eigen kapel. Naast de gewijde kerkklokken hingen in de Buurkerktoren twee ongewijde stadsklokken: de banklok, die geluid werd bij allerlei openbare aangelegenheden, zoals afkondigingen van raadsbesluiten en het bekendmaken van vonnissen, en de waakklok, die aangaf wanneer de stadspoorten moesten worden geopend en gesloten.

### Bouwgeschiedenis
De kerk werd verschillende malen tijdens stadsbranden in de as gelegd: in 1131, 1173, 1253 en 1279. Na de laatste brand verrees een nieuw kerkgebouw. Het betrof een vroeggotische kruisbasiliek, waarvan de karakteristieke toren nog bestaat. Met deze toren werd rond 1370 begonnen. Oorspronkelijk zou hij hoger opgetrokken worden en afgesloten door een achtkantige lantaarn, zoals de Domtoren, maar die plannen zijn nooit verwezenlijkt. In plaats daarvan is een tijdelijke afsluiting gebouwd die nog steeds aanwezig is. De Buurtoren heeft een hoogte van 55 meter en stamt uit 1388.
De kerk bleek echter weldra te krap voor de steeds toenemende bevolking. Tussen 1434 en 1456 werd de basiliek ingrijpend uitgebouwd tot een driebeukige hallenkerk. De eerste bouwmeester die daarvoor werd aangesteld was Willem van Boelre, die in de tien jaar daarvoor de verbouwing van de Jacobikerk had uitgevoerd en de bouw van de Domkerk zou gaan coördineren. Van 1456 tot 1499 werd de verfraaiing van het interieur ter hand genomen met onder meer de bouw van een kerkorgel en een koperen koorhek. In de directe omgeving van de kerk ontstond daarnaast omstreeks 1460 de 3e Buurkerksteeg, een steeg die van het huis Zoudenbalch naar de Buurkerk voert.
Tussen 1500 en 1520 kreeg de Buurkerk een nieuw driebeukig koor en een tweede zuiderzijbeuk, waarna in 1540 de tweede noorderzijbeuk werd voltooid. Hiermee was het schip deels vijfbeukig geworden. De laatste bouwfase werd rond 1553 afgesloten met onder meer de bouw van een nieuwe sacristie met wenteltrap. De financieringen van de verbouwingen tussen 1434 en 1553 werden door de parochianen van de Buurkerk zelf opgebracht.
De Buurkerk was de grootste en rijkste parochiekerk in Utrecht. In 1569 had de Buurkerk circa 8.000 communicanten op een stadsbevolking van circa 30.000 mensen.

### Suster Bertken
In 1457 liet Berta Jacobsdochter, bekend als Suster Bertken (ca 1426-1514), in de Buurkerk een kluis bouwen, waarin zij vervolgens 57 jaar lang leefde als kluizenares tot haar dood op 87-jarige leeftijd[1], waarna ze in haar cel werd begraven. Zij is ook bekend gebleven dankzij haar geschriften: poëzie en proza. Een herdenkingssteen in de Choorstraat (bij nr. 25), op de plaats waar haar cel zich bevond, herinnert hieraan.

### Latere gebeurtenissen

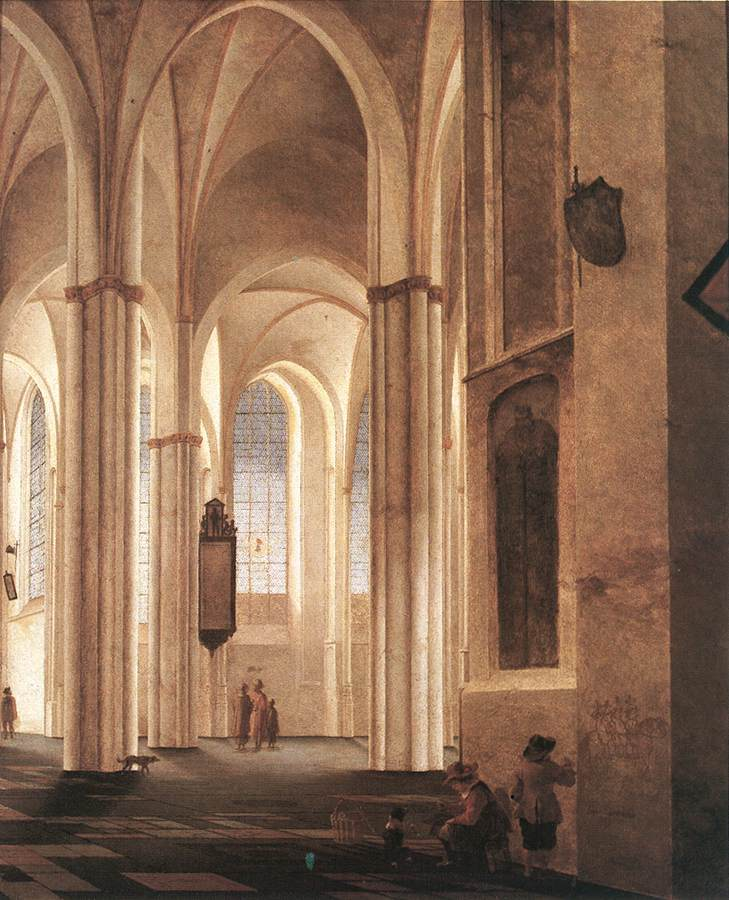
De Buurkerk in Utrecht geschilderd door Pieter Jansz. Saenredam. 1644. Olieverf op eiken paneel

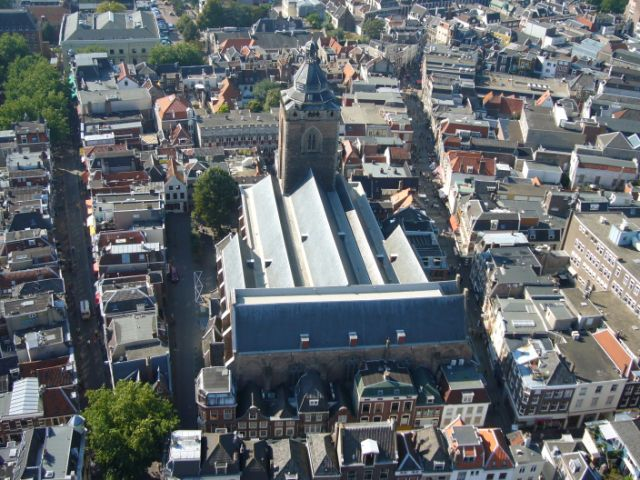
Buurkerk vanaf de Domtoren. Duidelijk is te zien dat het koor ontbreekt

Tijdens het beleg van kasteel Vredenburg door de stadsbevolking in 1577 werden op de toren van de Buurkerk kanonnen opgesteld. In 1566 en 1579 werd de kerk door de beeldenstorm geteisterd, waarna zij toegewezen werd aan de protestanten.
In 1586 werd besloten de gehele koorpartij te slopen, aangezien zij een obstakel vormde voor het verkeer, dat al jarenlang de gewoonte had dwars door het koor heen te trekken. Op de plaats van het koor werd toen de Choorstraat (spreek uit: Koorstraat) aangelegd. In de bestrating van de Choorstraat was de plattegrond van het voormalige koor te zien. Tijdens de herbestrating in november 2016 is deze visualisatie niet weer teruggekomen.
Bij de zomerstorm van 1674, waarbij het schip van de Domkerk instortte, is ook de grote middeleeuwse kap van het schip van de Buurkerk vernield en vervangen door drie lagere.
Nadat de kerk tijdens de Franse bezetting van 1672 deels als opslagplaats voor haver had gediend, werd zij bij de volgende Franse bezetting vanaf 1795 gebruikt als hooimagazijn, veldbakkerij en stal.
Wegens het teruglopend aantal kerkgangers in de aan kerken rijke Utrechtse binnenstad werd de Buurkerk in 1975 buiten gebruik gesteld. Na een grondige restauratie werd zij in 1984 in gebruik genomen als Nationaal Museum van Speelklok tot Pierement. Door de inbouw van de verschillende museumzalen is de ruimtewerking in de kerk grotendeels verloren gegaan. De structuren zijn echter zo ingebouwd dat ze het kerkgebouw niet aantasten en zo nodig weer verwijderd kunnen worden.

## Kerkmeesters[4]
| Naam                          | Jaar |
| ----------------------------- | ---- |
| Roetaert van Lantscroen       | 1366 |
| Tydeman Scorren soen          | 1366 |
| Johan de Backer               | 1370 |
| Jacob Hawe                    | 1370 |
| Johan Johansz de Backer       | 1372 |
| Aelbrecht Alvekiin            | 1372 |
| Gherijd van Damassche         | 1389 |
| Johan Pot                     | 1389 |
| Johan van Alendorp            | 1389 |
| Tydeman Zoudenbalch           | 1393 |
| Roelof Pijl                   | 1393 |
| Henric Vos                    | 1394 |
| Gheriit Willamsz van Vloeten  | 1394 |
| Matheus Pot                   | 1397 |
| Tyman Trinde                  | 1397 |
| Jan Vos                       | 1398 |
| Peter Ruisch                  | 1399 |
| Jacob Heynricsoen Sloyer      | 1401 |
| Ghisebrecht van Galencoep     | 1407 |
| Johan Scavaert                | 1407 |
| Matheus Scrodekijn            | 1408 |
| Aernt Hughen                  | 1410 |
| Peter Pot                     | 1415 |
| Pelgrim De Wale               | 1421 |
| Johan van Hoy                 | 1421 |
| Gijsbert Eerstsz van Dorschen | 1465 |
| Johan van der Borch           | 1490 |
| Splinter Jacobsz              | 1490 |
| Wouter Jacobsz van Vianen     | 1501 |
| Egbert Rutgersz.              | 1509 |
| Dirck Knoop                   | 1509 |
| Heynrick van Duven            | 1512 |
| Adryaen van Brevoerde         | 1512 |

## Klokken

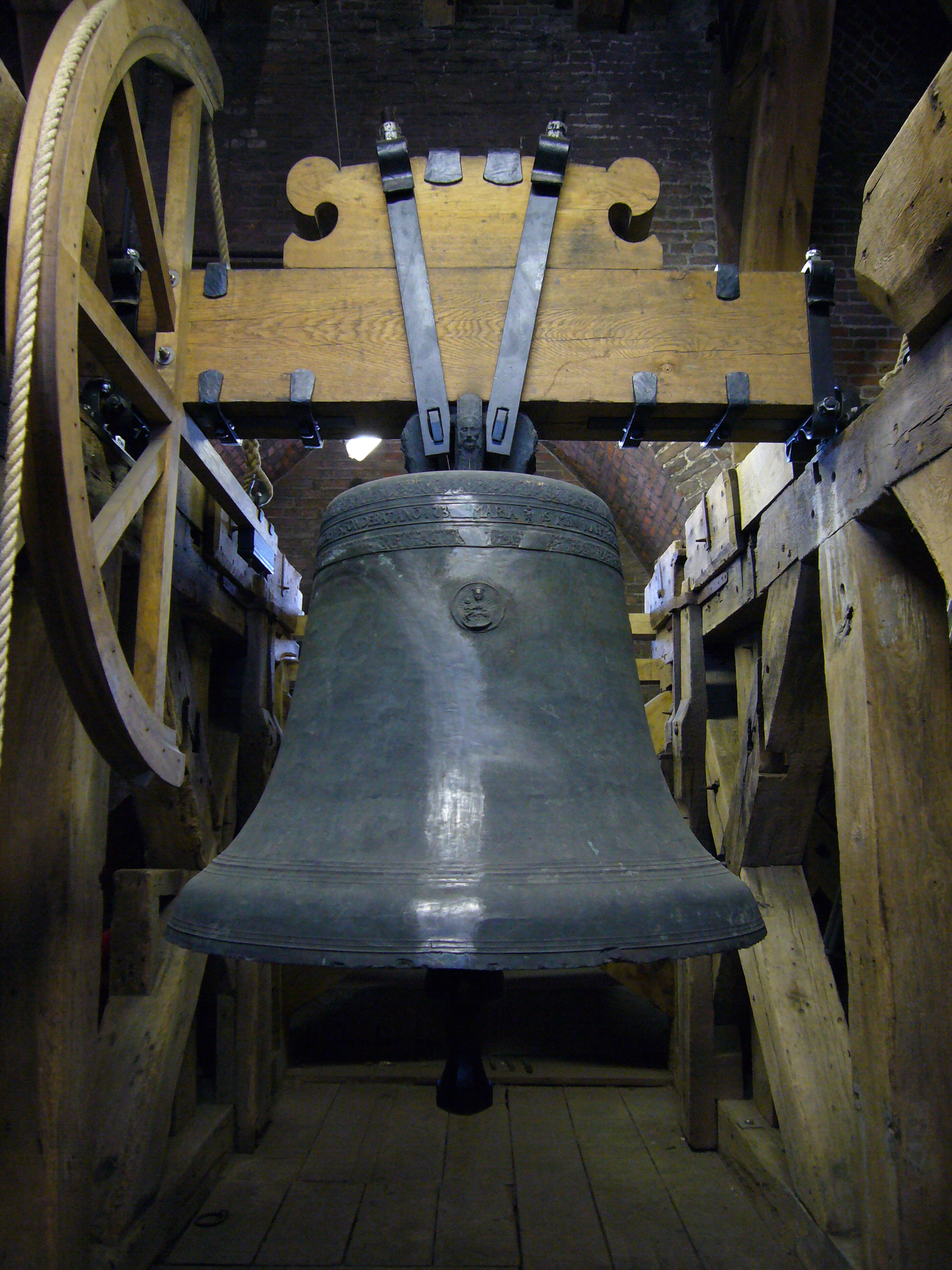
De grote Mariaklok van Jan Tolhuys uit 1534 (2200 kg)

Dankzij de inspanningen van de Stichting Luidklokkenfonds Stad Utrecht, bestaande uit leden van het Utrechts Klokkenluidersgilde beschikt de toren van de Buurkerk weer over een bijzonder gelui. Twee klokken zijn stadsklokken. De vanouds in de toren aanwezige banklok dateert uit 1471 en werd gegoten door Steven Butendiic. Zij heeft een diameter van 165,5 cm en weegt 2.600 kilo. De waakklok dateert uit 1541 en werd vervaardigd door Jan Tolhuys. Daarnaast hangen er zes kerkklokken in de toren. De grootste vier zijn de (grote) Maria uit 1534 van Jan Tolhuys, de Andreas uit 1556 van Jan Tolhuys, de (kleine) Maria uit 1559 van Antonis van der Borch en de Bertken uit 2004 van Petit & Fritsen. In 2018 zijn op initiatief van de jeugdluiders van het Utrechts Klokkenluidersgilde twee kleinere klokken aan het gelui toegevoegd, de Poncianus & Agnes en de Catharina-Amalia.
- Stadsklokken:

| Naam     | Slagtoon | Diameter (cm) | Gewicht (kg) | Gieter           | Gietjaar |
| Banklok  | bes0     | 165,5         | 2600         | Steven Butendiic | 1471     |
| Waakklok | a1       | 90,5          | 450          | Jan Tolhuys      | 1541     |

- Kerkklokken:

| Naam              | Slagtoon | Diameter (cm) | Gewicht (kg) | Gieter                | Gietjaar |
| Grote Maria       | cis1     | 152           | 2200         | Jan Tolhuys           | 1534     |
| Kleine Maria      | dis1     | 127           | 1300         | Antonis van der Borch | 1559     |
| Andreas           | eis1     | 120           | 1150         | Jan Tolhuys           | 1556     |
| Bertken           | gis1     | 101           | 641          | Petit & Fritsen       | 2004     |
| Poncianus & Agnes | c2       | 74            | 260          | Simon Laudy           | 2018     |
| Catharina-Amalia  | des2     | 69            | 207          | Simon Laudy           | 2018     |

## Varia
- In de Buurkerk zijn vele bekende Utrechters begraven, zoals de zeventiende-eeuwse schilders Joachim Wtewael, Paulus Moreelse, Hendrick ter Brugghen, Dirck van Baburen, Jan Both en Herman Saftleven. Hun graven zijn echter niet terug te vinden.
- In de Buurkerk is ook de achttiende-eeuwse landschapstekenaar Dirk van der Burg begraven. Hij is begraven in het familiegraf.
- Bovendien werden er ook begraven de uurwerkmakers Egbert Jans van Leeuwarden en Simon Lachez.
- In de kerk herinneren nu nog verschillende 15e- en 16e-eeuwse muurschilderingen aan haar vroegere functie.
- Het huidige orgel is gebouwd door J.F. Witte en in 1883 in gebruik genomen.
- In januari 1962 lagen hier de slachtoffers van de treinramp bij Harmelen opgebaard.